# Shelter (анимационный фильм)
«Shelter» (с англ. — «Убежище») — короткометражный анимационный фильм, созданный японской студией A-1 Pictures в качестве видеоклипа к одноимённой песне Портера Робинсона и Madeon. Опубликован 18 октября 2016 года на YouTube-канале Портера Робинсона в партнёрстве с Crunchyroll.

## Сюжет
В фильме рассказывается о 17-летней Рин (озвучена Сатикой Мисавой), которая живёт одна в виртуальном мире, являющимся компьютерной симуляцией. Девочка может управлять окружением с помощью планшета, на котором она может рисовать сцены, интегрируемые затем в трёхмерную среду.
Рин находится в симуляции достаточно долго, живя мирной, но одинокой жизнью. Внезапно перед ней предстают сцены, которые она не создавала. Как невидимый наблюдатель, девочка становится свидетелем своей предыдущей жизни как 10-летнего ребёнка из Токио. Из серии кинохроник становится понятно, что в это время планетоподобный объект размером с Луну двигался по курсу столкновения с Землёй. Отец Рин, Сигэру, всячески опекает свою дочь, но одновременно с этим строит для неё одноместный космический корабль с системой жизнеобеспечения, чтобы эвакуировать её. Он также стирает все воспоминания о нём или о Земле из её памяти, вместо этого запрограммировав письмо от него так, чтобы воспоминания вернулись к ней в более позднем возрасте в надежде, что она лучше поймёт обстоятельства, когда повзрослеет. Незадолго до катастрофы Сигэру подключает Рин к симуляции и запускает корабль, несущий её в космос, где она находится последние семь лет.

## Принятие
Аниме Shelter произвело в основном положительное впечатление. В обзоре на веб-сайте theouterhaven Джош Пьедр отмечает, что редко что-то настолько простое может иметь такое влияние, A-1 Pictures использует компьютерную графику в сочетании с искусной музыкой, что зачастую выглядит красиво. Джош хвалит высокий уровень анимации, отмечает, что в первые минуты довольно непонятно, почему она существует в этом мире, но затем приходит понимание, почему она находится в этом виртуальном мире, и именно здесь это становится действительно впечатляющим. На ресурсе trashmutant отмечается, что это отличная история с забавным, если не угнетающим, сюжетом, но неудачной частью является сама музыка, которую посчитали незапоминающейся. Джастин Торрес хвалит музыкальное сопровождение, считает его очень оптимистичным, тёплым и красочным, и что анимация отражает те же качества. Также отмечает, что этот короткометражный фильм является примером того, как многие не осознают страсть и идеи, стоящие за исполнителями электронной музыки.